# Бернхард Вайс
Бернхард Вайс (на немски: Bernhard Weiß; 30 юли 1880, Берлин; † 29 юли 1951, Лондон) е доктор по право и заместник-началник на полицията в Берлин по време на Ваймарската република.
Син на търговец на едро на зърно. Родителите му са евреи. Баща му е председател на еврейската общност в Берлин, и член на Консултативния съвет на Академията на науките на юдаизма. След училище, от 1900 Бернхард Вайс учи право в Берлин, Мюнхен, Фрайбург и Вюрцбург, приключвайки обучението си с докторат.
От лятото на 1918 той е заместник-началник на съдебната полиция в Берлин, а от 1925 е началник на криминалната полиция в града. От 1927 е заместник-началник на Берлинската полиция. След идването на власт на Националсоциалистическа германска работническа партия напуска Германия и се установява първоначално в Прага, а по-сетне в Лондон.
|  | Тази страница частично или изцяло представлява превод на страницата Bernhard Weiß (Jurist) в Уикипедия на немски. Оригиналният текст, както и този превод, са защитени от Лиценза „Криейтив Комънс – Признание – Споделяне на споделеното“, а за съдържание, създадено преди юни 2009 година – от Лиценза за свободна документация на ГНУ. Прегледайте историята на редакциите на оригиналната страница, както и на преводната страница, за да видите списъка на съавторите. ВАЖНО: Този шаблон се отнася единствено до авторските права върху съдържанието на статията. Добавянето му не отменя изискването да се посочват конкретни източници на твърденията, които да бъдат благонадеждни. |